# Makoto Sugimoto
Makoto Sugimoto (杉本 真 Sugimoto Makoto?), född 27 oktober 1987 i Nagano prefektur, är en japansk fotbollsspelare.
Sugimoto började sin karriär 2010 i Tochigi SC. Han spelade 155 ligamatcher för klubben.